# Гречківський Іван
Іван Гречківський (1894, Надвірна, Надвірнянський повіт, Станіславівський округ, Королівство Галичини та Володимирії, Австро-Угорщина — 17 листопада 1943, Станіславів, Дистрихт Галичина, Третій Рейх) — український громадський діяч у м. Надвірна, член ОУН, організатор загонів УПА Карпатського краю.

## Біографія
Народився 1894 році в Надвірній. Директор повітового союзу кооператорів. Директор повітового Союзу кооперативів. Керував будівництвом школи у Пньові. Автором проєкту був Дмитро Цибрівський, а керівником будівництва Гречківський. Це приміщення проіснувало в первинному вигляді до 1980 року, коли почалась його реконструкція і будівництво нового корпусу.
11 листопада 1943 р. гестапо заарештувало в Надвірній 350 осіб: 300 чоловік вивезли на примусові роботи до Німеччини, решту перевезли до станиславівської в'язниці на вул. Білінського (тепер Академіка Сахарова). Серед них були: інж. Дмитро Цибрівський, суддя Степан Небеш, голова союзу кооперативів Іван Гречківський, Матвій Заєць, Микола Костик. 17 листопада ув'язнених, в тому числі Івана Гречківського, було засуджено та розстріляно біля синагоги. Зараз це вулиця Страчених Націоналістів.

## Вілла Гречківського

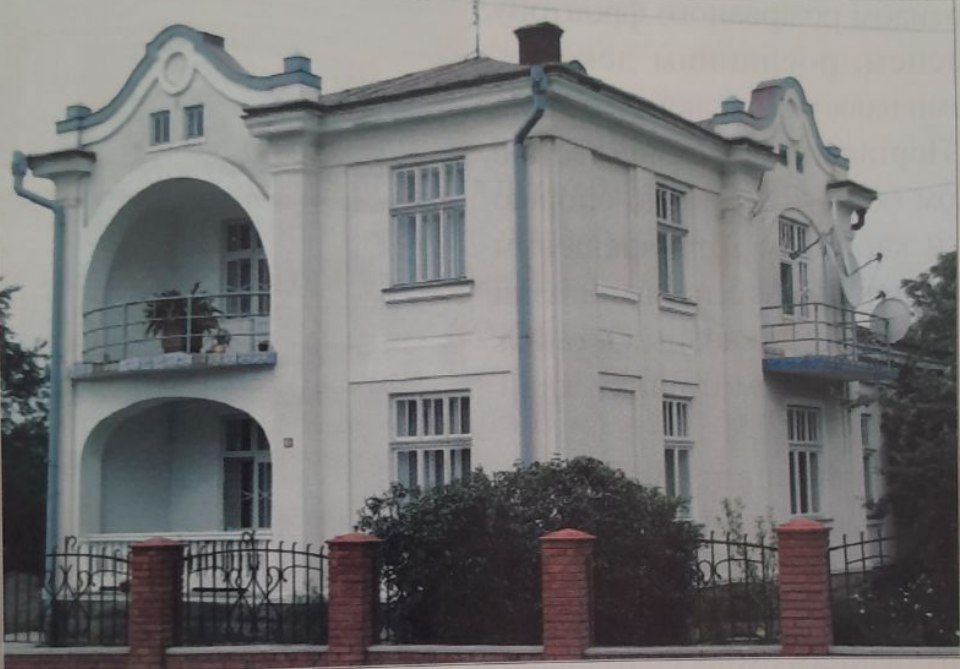
Вілла Гречківського

Житловий будинок садибного типу, вузьким фасадом обернений до вул. Г. Мазепи. Зведений на замовлення директора повітового Союзу кооперативів. У 1925 р. разом з дружиною купили землю зі старим особняком і в 1934 р. розпочали будівництво, яке тривало три роки. Складається з двох різновисоких суміжних об'ємів. Цегляний з дерев'яним балковим перекриттям на цегляному стрічковому фундаменті. Опалювався голландськими печами. План прямокутний з уступами видовжений у глибину ділянки. Будинок компактний за розплануванням, приміщення групується навколо сходової клітки. Кімнати поєднані анфіладно, але більшість має автономні входи. Функціональним ядром є велика вітальня.з глибокою нішею по головному фасаду. Споруда має два входи. Споруда належить до пізньої сецесії, є одним з кращих прикладів садибної забудови м. Надвірної 1910-х рр.